# 香港互聯網註冊管理有限公司
香港互聯網註冊管理有限公司（HKIRC）早於2001年12月成立，並於2002年4月22日正式投入運作，當日香港域名註冊有限公司成為其附屬機構。它是一所非牟利及非法定組織，為香港特別行政區政府指定，專責執行香港頂級功能變數名稱(即「.hk」及「.香港」)的行政及編配工作。其董事局成員由使用者界別、服務提供者界別及政府的委任代表所組成。而所有「.hk」域名持有人可登記成為HKIRC會員，於董事局選舉中提名及投票。
HKIRC其全資附屬機構香港域名註冊有限公司（HKDNR）於2001年2月成立，專責「.hk」及「.香港」註冊及管理工作。並於2001年6月1日全面接管大學聯合電腦中心（JUCC）轄下的香港網絡資訊中心（HKNIC）。
以上機構提供的功能變數名稱登記類別包括英文的.com.hk、.org.hk、.net.hk、.edu.hk、.gov.hk、.idv.hk、.hk，及中文的.公司.hk、.組織.hk、.網絡.hk、.教育.hk、.政府.hk、.個人.hk，和將會在香港不斷推出其他相關功能變數名稱的服務。

## 爭議
該公司於2008年8月23日舉行特別會員大會，通過修訂組織章程大綱及章程細則。修改後的董事局由13人減為8人，政府代表更由原先1人增至4人，而服務使用者由原來的6人（46%），大幅減少為2人（16%）。民主黨的李永達及涂謹申曾向政府質詢，表示擔心政府對該公司的控制大大增大，而使用者作為持份者的權力則大幅下降，將會讓政府對內容敏感的網域進行否決。政府的回應是，讓持份者代表發表意見的場所，將會是諮詢委員會，而非董事局，而政府亦承諾會維護言論自由。